# Jeffery Deaver
Jeffery Deaver (Glen Ellyn, 6 de mayo de 1950) es un escritor estadounidense de novelas policiales. Comenzó trabajando como periodista y luego ejerció su profesión de abogado y se convirtió en un novelista de éxito. 

## Temas
En sus libros pueden encontrarse diversas temáticas, tales como el pensamiento lateral (en su colección de cuentos Twisted), acciones ilegales de hackeo (véase The Blue Nowhere) y  unidades policiales relacionadas al delito informático. 
Su serie de novelas más popular es aquella relacionada con el detective cuadripléjico Lincoln Rhyme y su compañera Amelia Sachs. Sin embargo, de acuerdo a una entrevista de 2006, Deaver comenzaría una nueva serie con su nuevo personaje Kathryn Dance que iría alternando con sus novelas protagonizadas por Rhyme.
En mayo de 2010 Deaver fue elegido para escribir una nueva novela de James Bond. Su novela, Carte Blanche, fue la número 37 en la serie del espía británico.

## Obras

### Novelas
- Mistress of Justice (1992)
- The Lesson of Her Death (1993)
- Praying for Sleep (1994)
- A Maiden's Grave (1995)
- The Devil's Teardrop (Con una escena en que aparece Lincoln Rhyme)(1999)
- Speaking In Tongues (2000)
- The Blue Nowhere (2001). La estancia azul, Ed. Alfaguara, 2001
- Garden of Beasts (2004). El jardín de las fieras, Ed. Suma de letras, 2004
- The Bodies Left Behind (2008)
- Edge (2010)
- The October List (2013)

### Trilogía Rune
1. Manhattan Is My Beat (1988)
2. Death of a Blue Movie Star (1990)
3. Hard News (1991)

### John Pellam (Serie Location Scout)
1. Shallow Graves (1992)
2. Bloody River Blues (1993)
3. Hell's Kitchen (2001)

### Lincoln Rhyme
1. The Bone Collector (1997). El coleccionista de huesos, Ed. Umbriel, 2013
2. The Coffin Dancer (1998). El bailarín de la muerte, Ed. Alfaguara, 1998
3. The Empty Chair (2000). La silla vacía, Ed. Alfaguara, 2000
4. The Stone Monkey (2002). El mono de piedra, Ed. Alfaguara, 2002
5. The Vanished Man (2003). El hombre evanescente, Ed. Alfaguara, 2003
6. The Twelfth Card (2005). La carta número 12, Ed. Suma de Letras, 2007
7. The Cold Moon (2006)  (con la aparición de Kathryn Dance). Luna fría, Ed. Umbriel, 2011
8. The Broken Window (2008). La ventana rota
9. The Burning Wire (2010)
10. The Kill Room (2013)
11. The Skin Collector (2014)
12. The Steel Kiss (2016)
13. The Burial Hour (2017)
14. The Cutting Edge (2018)

### Kathryn Dance
1. The Sleeping Doll (2007). La muñeca dormida
2. Roadside Crosses (2009). Cruces en el camino
3. XO (2012) (con la aparición de Lincoln Rhyme)
4. Solicitude Creek (2015)

### Colter Shaw
1. The Never Game (2019)

### James Bond
- Carte Blanche (2011)

### Recopilaciones
- A Confederacy of Crime (2001)
- Twisted (2003)
- More Twisted (2006)
- Trouble in Mind (2014)
- The Lineup: The World's Greatest Crime Writers Tell the Inside Story of Their Greatest Detectives (2009)

### Antologías
- Faceoff (2014) con John Sandford